# Rodman (New York, statisztikai település)
Rodman statisztikai település az USA New York államában, Jefferson megyében. Lakosainak száma 152 fő (2020. április 1.).

## Népesség
A település népességének változása:

| 2010 | 153 |
| 2020 | 152 |